# Valtierra
Valtierra (baszkul: Balterra) település Spanyolországban, Navarra autonóm közösségben. Valtierra Alfaro, Cadreita, Bardenas Reales, Arguedas, Tudela és Castejón községekkel határos. Lakosainak száma 2464 fő (2024).

## Népesség
A település népessége az elmúlt években az alábbi módon változott:
| Lakosok száma | 2430 | 2433 | 2526 | 2569 | 2523 | 2467 | 2384 | 2412 | 2439 | 2464 |
|               | 2001 | 2004 | 2007 | 2009 | 2012 | 2014 | 2017 | 2019 | 2022 | 2024 |